# SVV/Dordrecht '90 in het seizoen 1991/92
Het seizoen 1991/1992 was het eerste jaar in het bestaan van de Dordtse betaaldvoetbalclub SVV/Dordrecht '90. De club kwam uit in de Eredivisie en eindigde daarin op de 15e plaats. Tevens deed de club mee aan het toernooi om de KNVB beker, hierin werd de club in de tweede ronde uitgeschakeld door BVV Den Bosch (1–4).

## Wedstrijdstatistieken

### Eredivisie
|       | Ajax  | Feyenoord | Fortuna Sittard | De Graafschap | FC Groningen | FC Den Haag | MVV   | PSV   | RKC   | Roda JC | Sparta Rotterdam | FC Twente | FC Utrecht | Vitesse | FC Volendam | VVV   | Willem II |
| ----- | ----- | --------- | --------------- | ------------- | ------------ | ----------- | ----- | ----- | ----- | ------- | ---------------- | --------- | ---------- | ------- | ----------- | ----- | --------- |
| Thuis | 0 – 5 | 0 – 1     | 2 – 1           | 3 – 1         | 0 – 1        | 2 – 2       | 2 – 3 | 1 – 2 | 3 – 2 | 2 – 0   | 0 – 0            | 1 – 0     | 1 – 2      | 0 – 1   | 3 – 2       | 6 – 1 | 0 – 3     |
| Uit   | 1 – 0 | 2 – 0     | 0 – 0           | 0 – 0         | 5 – 0        | 0 – 1       | 3 – 1 | 5 – 0 | 2 – 0 | 1 – 0   | 1 – 1            | 5 – 0     | 1 – 1      | 4 – 1   | 2 – 3       | 3 – 2 | 2 – 2     |

### KNVB beker
| 2e ronde                                           | BVV Den Bosch                                               | 4 – 1 (3 – 0) | SVV/Dordrecht '90  |
| 12 oktober 1991 Plaats: 's-Hertogenbosch De Vliert | Vladimir Laisina 2' Jos van Eck 12' Raymond Smeets 30', 89' |               | 65' Peter Barendse |

## Statistieken SVV/Dordrecht '90 1991/1992

### Eindstand SVV/Dordrecht '90 in de Nederlandse Eredivisie 1991 / 1992
| Stand | Gespeeld | Gewonnen | Gelijk | Verloren | Punten | Doelpunten voor | Doelpunten tegen |
| ----- | -------- | -------- | ------ | -------- | ------ | --------------- | ---------------- |
| 15e   | 34       | 9        | 7      | 18       | 25     | 38              | 64               |

### Topscorers
| #      | Naam               | Goal |
| ------ | ------------------ | ---- |
| 1.     | Dean Gorré         | 8    |
| 1.     | Romeo Wouden       | 8    |
| 3.     | Romano Sion        | 5    |
| 4.     | Peter Barendse     | 3    |
| 4.     | Virgil Breetveld   | 3    |
| 4.     | Warry van Wattum   | 3    |
| 7.     | Zier Tebbenhoff    | 2    |
| 8.     | Maarten Atmodikoro | 1    |
| 8.     | Willy Boessen      | 1    |
| 8.     | Jan Mulder         | 1    |
| 8.     | Jerry Simons       | 1    |
| 8.     | Gerrie Slagboom    | 1    |
| 8.     | Orlando Trustfull  | 1    |
| Totaal | Totaal             | 38   |

| #      | Naam           | Goal |
| ------ | -------------- | ---- |
| 1.     | Peter Barendse | 1    |
| Totaal | Totaal         | 1    |

## Voetnoten
Ajax ·
Feyenoord ·
Fortuna Sittard ·
De Graafschap ·
FC Groningen ·
FC Den Haag ·
MVV ·
PSV ·
RKC ·
Roda JC ·
Sparta Rotterdam ·
SVV/Dordrecht '90 ·
FC Twente ·
FC Utrecht ·
Vitesse ·
FC Volendam ·
VVV ·
Willem II